# Rhyne Howard
Rhyne Howard (Chattanooga, 29 de abril de 2000) é uma jogadora de basquete estadunidense. Ela jogou basquete universitário pelo Kentucky Wildcats. Formou-se na Bradley Central High School em Cleveland, Tennessee, em 2018. Ela foi escolhida em primeiro lugar geral pelo Dream no draft da WNBA de 2022.
Em seu último ano do ensino médio em Bradley Central, ela foi nomeada Jogadora do Ano do Tennessee Gatorade de 2018 e Miss Basquete do Tennessee. Howard participou da equipe dos EUA em 2018 e 2019, levando-os a uma medalha de ouro e recebeu honras de MVP em 2018. Ela participou do Jordan Brand Classic entre os recrutas mais bem avaliados nos EUA Após sua temporada de caloura em Kentucky, Howard foi nomeada Caloura Nacional do Ano da USBWA. Em 2020 e 2021, foi nomeada Jogadora do Ano da SEC.

## Carreira universitária
Howard conquistou o prêmio de jogadora do ano da SEC em 2020 e 2021, seus anos de segundo e terceiro ano no Reino Unido. Ela também ganhou as honras de equipe defensiva All-SEC e primeira equipe All-SEC em 2021. Em seu primeiro ano, ela ganhou as honras de primeira equipe All-SEC e caloura do ano da SEC. Entrando na pós-temporada de 2021 dos Wildcats, Howard é a única jogadora do país com média de 19 pontos por jogo e 7,5 rebotes por jogo, enquanto rouba 40 roubos de bola e 70 assistências.
Em 27 de janeiro de 2022, Howard marcou seu 2.000º ponto em sua carreira universitária, tornando-se a terceira Wildcat a atingir essa marca.

## Carreira profissional
Em 11 de abril de 2022, Howard foi convocada em primeiro lugar geral pelo Atlanta Dream no draft da WNBA de 2022. Durante seu ano de estreia, Rhyne começou todos os jogos e teve uma média de 16,8 pontos, 2,8 assistências e 1,6 roubos de bola. Howard foi anunciada para seu primeiro jogo All-star em julho. Ela passou a ganhar as honras de Novata do mês todos os meses de maio a agosto. Howard seria mais tarde anunciada como a Novata do Ano da WNBA de 2022.
Nos Jogos Olímpicos de Verão de 2024, em Paris, conquistou a medalha de bronze no torneio feminino do basquetebol 3x3, após vencer confronto contra a equipe canadense por 16–13 na disputa pelo terceiro lugar, ao lado de Dearica Hamby, Cierra Burdick e Hailey Van Lith.